# Дире Туне
Дире Туне (эф. ዲሬ ቱኔ; род. 19 июня 1985) — эфиопская бегунья на длинные дистанции. Действующая рекордсменка мира в часовом беге — 18 517 метров.
Профессиональную спортивную карьеру начала в 2005 году. Победительница Бостонского марафона 2008 года с результатом 2:25.25. На следующий года стала победительницей Рас-эль-Хаймского полумарафона с результатом 1:07:18, установив при этом рекорд Эфиопии. На Олимпийских играх в Пекине заняла 15-е место на марафонской дистанции. На чемпионате мира 2009 года бежала марафон, на котором заняла 23-е место. Серебряный призёр Франкфуртского марафона 2010 года. Также заняла 2-е место на 10-километровом пробеге World's Best 10K 2011 года.